# Ulrike Theresia Wegele
Ulrike Theresia Wegele (geboren in der 2. Hälfte des 20. Jahrhunderts in Weingarten, verheiratete Ulrike Theresia Wegele-Kefer) ist eine deutsch-österreichische Organistin und Autorin von Orgelliteratur.

## Leben und Wirken
Ulrike Theresia Wegele studierte katholische Kirchenmusik an der Hochschule für Musik und Darstellende Kunst Stuttgart bei Ludger Lohmann. Sie setzte ihre Ausbildung mit einem Aufbaustudium an der Universität für Musik und darstellende Kunst Wien bei Michael Radulescu fort und schloss sie mit dem A-Examen (Kirchenmusik) und dem Konzertexamen ab.
Ihre internationale Konzerttätigkeit führte neben den Live-Auftritten zu zahlreichen Live-Mitschnitten und Produktionen europäischer und internationaler Rundfunk- und Fernsehanstalten. Sie gastiert regelmäßig bei Orgelfestivals in Europa, den USA und Mexiko. Ihr Repertoire umfasst Werke aus der vorbarocken Zeit, das Orgel-Gesamtwerk von Johann Sebastian Bach, die Orgelwerke der Klassischen Musik, der Romantik und der Musik des 20. und 21. Jahrhunderts.
Von 1991 bis 1999 war sie Dozentin an der Musikhochschule in Graz. Im Jahr 1999 wurde sie als Professorin für Orgel an die Universität für Musik und darstellende Kunst Graz berufen, in die auch das frühere Konservatorium integriert wurde. Daneben ist sie seit 1992 auch Professorin für Orgel am Joseph-Haydn-Konservatorium des Landes Burgenland.
Sie gab Gast- und Meisterkurse u. a. an der Juilliard School of Music in New York City und der Montclaire State University in Montclair (New Jersey).
Sie ist Autorin einer dreibändigen Orgelschule sowie Herausgeberin von Orgelliteratur. Die Bände erschienen jeweils dreisprachig: deutsch, englisch, französisch.

## Auszeichnungen
- Auszeichnung für hervorragende pädagogische Arbeit mit Schülern und Studierenden durch den Landesschulrat des Landes Österreich.
- 2009 Verleihung der österreichischen Staatsbürgerschaft im Staatsinteresse.
- 2020 Theodor Kery Preis der Burgenlandstiftung in der Sparte Kultur für die Orgelschule mit Hand und Fuß.

## Veröffentlichungen (Auswahl)
- Orgelschule mit Hand und Fuß: Für Anfänger, Wiedereinsteiger und Autodidakten. Band 1. Musikverlag Doblinger, Wien 2019, ISBN 978-3-902667-70-0.
- Orgelschule mit Hand und Fuß: Für Anfänger, Wiedereinsteiger und Autodidakten. Band 2. Musikverlag Doblinger, Wien 2019, ISBN 978-3-902667-71-7.
- Orgelschule mit Hand und Fuß: Für Anfänger, Wiedereinsteiger und Autodidakten. Band 3. Musikverlag Doblinger, Wien 2019, ISBN 978-3-902667-72-4.
- Lass die Pfeifen tanzen!: Leichte Stücke für Orgel solo und Orgel-Kammermusik Musikverlag Doblinger, Wien 2020, ISBN 978-3-902667-77-9.
- Pro organo pleno : Mittelschwere bis anspruchsvolle Stücke für Orgel solo und Orgel-Kammermusik. Musikverlag Doblinger, Wien 2021, ISBN 978-3-902667-79-3.
- Zieh alle Register!: Leichte bis mittelschwere Stücke für Orgel solo und Orgel-Kammermusik. Musikverlag Doblinger, Wien 2021, ISBN 978-3-902667-78-6.
- Alles zu Fuß: 32 Studien für Orgelpedal solo. Musikverlag Doblinger, Wien 2022, ISBN 978-3-902667-85-4.